# Agorius cinctus
Agorius cinctus là một loài nhện trong họ Salticidae.
Loài này thuộc chi Agorius. Agorius cinctus được Eugène Simon miêu tả năm 1901.